# Mayncella
Mayncella es un género de foraminífero bentónico considerado un sinónimo posterior de Everticyclammina de la familia Everticyclamminidae, de la superfamilia Loftusioidea, del suborden Loftusiina y del orden Loftusiida. Su especie tipo era Cyclammina greigi. Su rango cronoestratigráfico abarca desde el Berriasiense hasta el Aptiense (Cretácico inferior).

## Discusión
Clasificaciones previas incluían Mayncella en la subfamilia Buccicrenatinae de la familia (Cyclamminidae de la superfamilia Loftusioidea , así como en el suborden Textulariina del orden Textulariida o en el orden Lituolida.

## Clasificación
Mayncella incluía a la siguiente especie:
- Mayncella greigi †